# Доржи Банзаров
Доржи Банзаров (близько 1822, Додо-Ічьотуй, Селенгинська степова дума, Забайкальська область, нині Джидинський район Бурятії — 1855, Іркутськ) — перший бурятський вчений, який отримав вищу освіту західного зразка. Відомий низкою важливих монголознавчих праць.

## Біографія
Походив з бурят-казаків. Батько — відставний п'ятидесятник Ашибагатського козачого полку Банзар Борхонов.
У 1833 році закінчив Атамано-Миколаївське училище, до вересня 1835 року навчався в Троїцькосавській російсько-монгольській військовій школі, по закінченні якої відправлений на навчання в Казанську чоловічу гімназію. 25 січня 1836 року зарахований у перший клас гімназії. У червні 1842 року закінчив Казанську гімназію із золотою медаллю і правом вступити в університет.
У вересні 1842 року вступив у Казанський університет на філософський факультет, що мав східний розряд.
5 червня 1846 року закінчив Казанський університет, де вивчав східні мови: монгольська, калмицька, маньчжурська, санскрит, турецька. Також Банзаров вільно читав німецькою, англійською, французькою та латинською мовами. Був учнем Осипа Михайловича Ковалевського — одного із засновників наукового монголознавства. Захистив дисертацію на ступінь кандидата татаро-монгольської словесності.
У 1846 році у «Вчених записках Казанського університету» опублікував працю «Чорна віра, або Шаманство у монголів».
У 1847—1849 роках Банзаров вів наукові дослідження в Азіатському музеї Санкт-Петербурга. Обраний членом-кореспондентом Імператорського російського археологічного товариства. У 1848 році опублікував роботу «Пайцзе, або металеві дощечки з веліннями монгольських ханів».
У 1848—1850 роках працював у Казані. Навчався документообігу в канцелярії Казанської губернії.
У 1850—1855 роках служив в Іркутську чиновником з особливих доручень при генерал-губернаторі Східного Сибіру Миколі Миколайовичу Муравйову-Амурському. У справах відомства жив в Кяхті і Читі. В Верхньоудинську працював по слідчих справах. У цей період Банзаров опублікував працю «Пояснення монгольського напису на пам'ятнику князю Ісунке, племіннику Чингіз-Хана» (1851), присвячену інтерпретації написи на «Чингізовому камені».
У 1851 році обраний членом-кореспондентом Сибірського відділу Імператорського російського географічного товариства. Виконував доручення ІРГО.

## Вшанування
У 1947 році ім'ям Доржи Банзарова названий Бурятський педагогічний інститут, нині — Бурятський державний університет.
У 1957 році перед будівлею інституту встановлений пам'ятник роботи скульпторів А. Р. Вампілова й О. І. Тиміна.
Іменем Доржи Банзарова названі вулиці в містах: Улан-Уде, Іркутськ, Кяхта і Казань, селі Кирен (районному центрі Тункинського району Республіки Бурятія).
У рік 170-річчя, в 1992 році, з ініціативи голови колгоспу імені XX партз'їзду В. Д. Будаєва встановлений пам'ятний камінь неподалік родового гнізда Доржи Банзарова.
У грудні 2007 року адміністрація Джидинского району заснувала премію імені Доржи Банзарова для особливо обдарованих, талановитих учнів району, які досягли високих результатів у різних сферах діяльності.
24 січня 2008 року постановою уряду Республіки Бурятія ім'я Доржи Банзарова присвоєно Додо-Ічьотуйській середній загальноосвітній школі Джидинського району.
11 червня 2010 року в рамках святкування 75-річчя Джидинского району на місці родової садиби першого бурятського вченого встановлено пам'ятник роботи скульптора Геннадія Васильєва.

### Художня література
- Ч. Цыдендамбаев. Доржи, сын Банзара. Серия: Библиотека сибирского романа. Новосибирское книжное издательство, 1961 г. 424 стр. Тираж: 75000 экз.